# Crise dos Sudetos

A partição da Checoslováquia de 1938 até 1939.

A Crise dos Sudetos (em alemão: Sudetenkrise) refere-se a acontecimentos de 1938, relacionados com os  alemães dos Sudetos (Sudetendeutsche), uma minoria étnica da Europa Central, composta por alemães estabelecidos na Boêmia, Morávia e Silésia Oriental,  onde constituíam a maior parte da população.

## Precedentes
Desde a criação da Checoslováquia em 1919, foi usado o termo alemão Sudeten para designar a minoria germanófona que habitava a Morávia e, acima de tudo, na fronteira da Boêmia com a Silésia alemã e a Saxônia (os Sudetos). Eles representavam mais de 30% da população total do território de 3,5 milhões de habitantes, e mantinham a cultura alemã e as suas tradições. Eram descendentes de colonos alemães que haviam sido convidados a preencher a região pelos reis da Boêmia no século XIII.
Já no início do século XX surgiram os primeiros conflitos com os tchecos.
Em 1 de outubro de 1933, se estabelece o Partido Alemão dos Sudetos (Sudetendeutsche Partei - SdP), que acabou reivindicando a adesão da região ao Terceiro Reich. Dirigido por Konrad Henlein e seu vice, Karl Hermann Frank, o partido negociou secretamente com o Partido Nazista alemão, que havia alcançado o poder, apesar de inicialmente as origens desse partido não estarem vinculadas a ideologia nazista e só recorreram a este recurso como uma medida para resolver a situação com a Checoslováquia. Após sua vitória eleitoral em 1935 (cerca de 80% dos votos alemães) reivindicaram a criação de um Estado federal que foi rejeitado pelo governo central tcheco.

## Eclosão da crise

### Hitler aumenta a pressão
Após a anexação da Áustria em março de 1938, Hitler surge como um defensor dos alemães da Checoslováquia provocando a crise. O Partido Alemão dos Sudetos promulga os Decretos de Carlsbad em 24 de abril de 1938, que exigem a autonomia e a liberdade de professar a ideologia nazista. O Reino Unido enviou Lord Runciman para negociar um acordo com o governo tcheco, liderado pelo Presidente Edvard Benes, que falhou pela decisão de Hitler na forma de ordenar a Henlein demandas impossíveis de serem aceitas pelo governo checo.

### Postura francesa, britânica e soviética

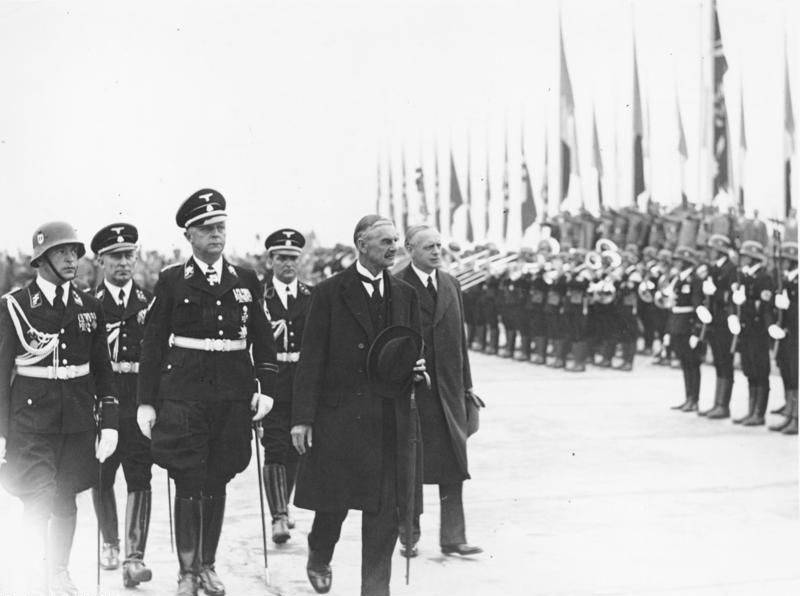
Chegada do Primeiro-Ministro britânico Neville Chamberlain a Munique em 29 de setembro de 1938. Chamberlain já tinha concordado em desmembrar a Checoslováquia duas semanas antes.

A França e a União Soviética apoiavam a Checoslováquia sem muito entusiasmo, enquanto que o Reino Unido tentava mostrar gestos conciliatórios através de Lord Runciman e conversações do primeiro-ministro Neville Chamberlain com Hitler em Berchtesgaden (16 de setembro de 1938), onde foi combinada a transferência de grandes territórios de fronteira para a Alemanha nazista.
A situação mais desconfortável era a francesa, pois este país tinha um tratado de aliança com a Checoslováquia, que obrigava as partes a entrar em auxílio da outra em caso de serem atacadas. A União Soviética, por sua vez, também tinha um tratado de defesa com os tchecos, mas eram apenas obrigados a prestar assistência, já a França, parecia cada vez mais relutante em cumprir as suas obrigações. Os soviéticos, no entanto, declararam até o fim da crise que estavam dispostos para ir além do que era necessário, e prestar apoio unilateral para a Tchecoslováquia, mesmo se a França estivesse faltando no seu compromisso.

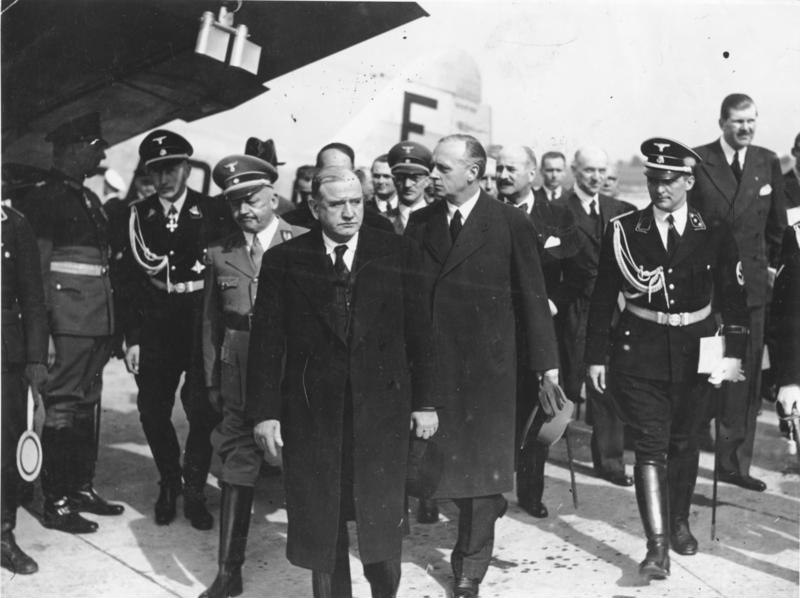
Primeiro-Ministro francês Édouard Daladier, que rompeu a aliança com a Checoslováquia, chegando em Munique em 29 de setembro de 1938.

Em 21 de dezembro, Hitler acrescentou a suas reclamações territórios da Polônia (Cieszyn, em tcheco) e a Hungria. Em Godesberg (22-24 de Setembro) retomou as conversações com Chamberlain e passou a exigir não só a sua anexação à Alemanha, mas uma ocupação militar completa. Benito Mussolini atuava como mediador e propôs uma reunião das potências em Munique. No mesmo dia, o embaixador soviético em Praga confirmou ao presidente da Checoslováquia, a pedido deste último, a prontidão do seu país em ajudar a Checoslováquia, simplesmente com que este vá para a Liga das Nações para pedir proteção contra a agressão alemã, sem esperar o veredicto da organização.

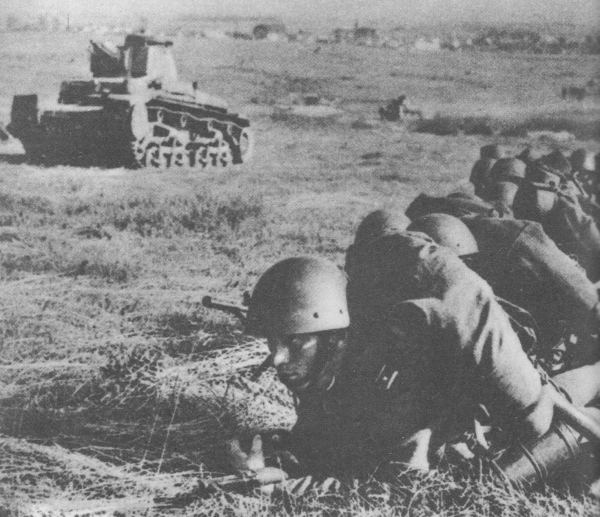
Manobras do exército tchecoslovaco em 1938.

Apesar de algumas concessões feitas por Praga, a Checoslováquia mobilizou as suas tropas em 23 de Setembro. No entanto, apesar de ter o teórico apoio da URSS (que, estritamente, dependia da intervenção francesa) e também um exército moderno e preparado, assim como as defesas fronteiriças muito fortes, o país acabou abandonando toda resistência à invasão alemã, dada a falta de apoio das potências ocidentais.

### Ultimato alemão e cessão ocidental

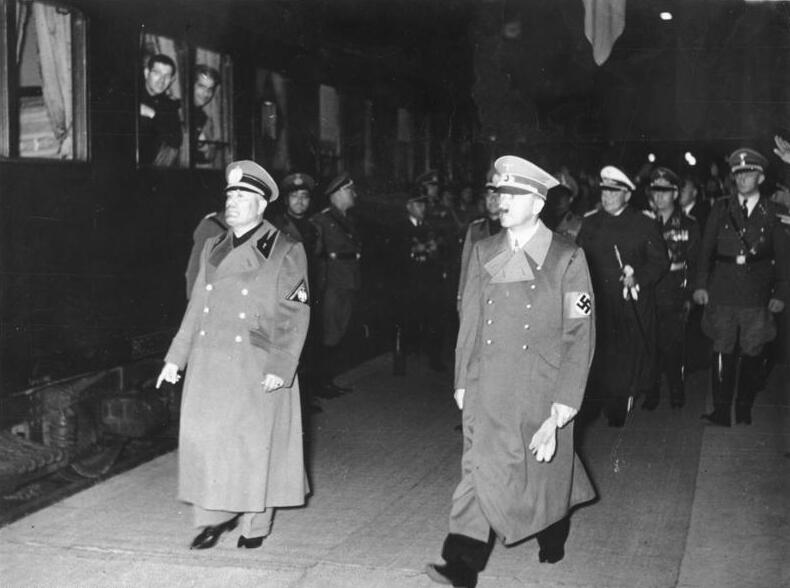
Hitler despede-se de Mussolini após a conclusão do acordo com a França e o Reino Unido.

Hitler deu um ultimato em 26 de Setembro e impôs a sua posição sobre o Acordo de Munique em 30 de setembro, assinado por Hitler, Mussolini, Chamberlain e Édouard Daladier - o primeiro-ministro francês - e prometeu um plebiscito a Alemanha, que foi aceito por Chamberlain, em um esforço para evitar a guerra. Estes acordos indignaram a Checoslováquia, que não tinha sido convidada a participar deles, e só foi comunicada do resultado.

## Anexação alemã

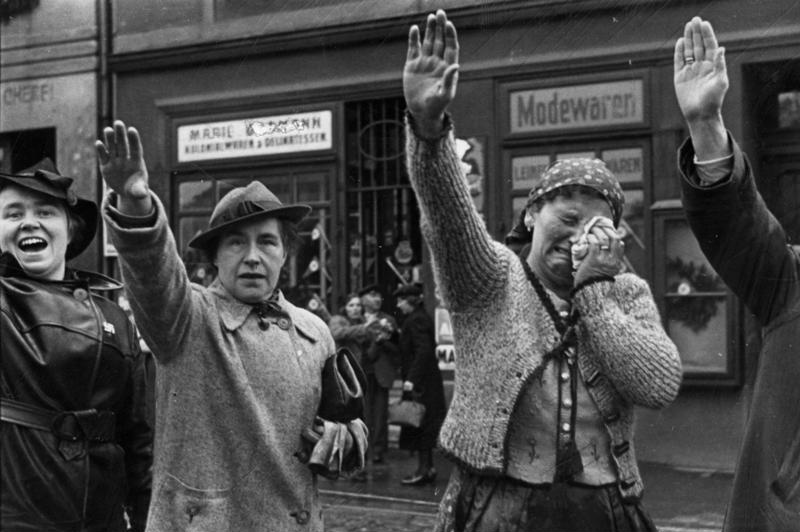
Pessoas fazendo a saudação nazista e demonstrando diferentes reações a
ocupação alemã dos Sudetos. Cheb, outubro de 1938.

A ocupação alemã ocorreu de 1 a 10 de Outubro, subtraindo assim cerca de 30 mil km² da Tchecoslováquia, sem que as outras potências europeias reagissem. Depois disso, a maioria da população checa foi expulsa da região. No final de 1938, o Partido Alemão dos Sudetos desapareceu e se fundiu com o Partido Nazista alemão. Finalmente, em março de 1939, a Alemanha ocupava o restante do território da Checoslováquia.
Após a derrota da Alemanha na II Guerra Mundial, os Sudetos voltaram a se tornar parte da Tchecoslováquia e a população alemã foi expulsa em massa.